# Chloris flabellata
Chloris flabellata là một loài thực vật có hoa trong họ Hòa thảo. Loài này được (Hack.) Launert mô tả khoa học đầu tiên năm 1970.